# T.H.E. Fox
T.H.E. Fox est un webcomic, créé par Joe Ekaitis, qui a débuté en 1986, et s'est achevé en 1998. Il s'agit d'une des premières bandes dessinées en ligne, commencée un an après Witches and Stitches. T.H.E. Fox a été publié sur CompuServe, Q-Link, GEnie, puis plus tard sur le Web sous le nom de Thaddeus.